# Stanisław Sławiński (elektronik)
Stanisław Sławiński ps. „Judym” (ur. 1 stycznia 1922 w Puchaczowie, zm. 1 października 2019) – działacz Narodowych Sił Zbrojnych, profesor, elektronik.

## Życiorys
Urodził się w 1922 w Puchaczowie jako czwarte dziecko Jana i Janiny z Kłębukowskich. Jego ojciec w latach dwudziestych XX wieku był członkiem Komitetu Budowy Szkoły w Puchaczowie. W latach 1928–1935 uczył się w Szkole Podstawowej w Puchaczowe, a w latach 1935-1939 – w Gimnazjum im. Stanisława Staszica w Hrubieszowie. Kontynuował naukę w czasie wojny na tajnych kompletach w Zamościu, gdzie w 1944 roku uzyskał maturę, zatwierdzoną przez Państwową Komisję Weryfikacyjną.
W 1945 ożenił się z Izabelą Michalską, z którą ma córkę Marię. Od 18 marca 1943 do 22 lipca 1944 w Puchaczowie współredagował pod pseudonimem „Judym” podziemne pismo ''Szczerbiec'', organ drużyny Narodowych Sił Zbrojnych (ukazało się 16 numerów); był też autorem jego winiety.
Studiował najpierw w oddziale Politechniki Warszawskiej w Lublinie, a następnie w latach 1945-1948 na Wydziale Elektrycznym Politechniki Gdańskiej, gdzie w 1948 uzyskał tytuł magistra inżyniera elektryka. W 1955 otrzymał stopień doktora (kandydata nauk) w Instytucie Podstawowych Problemów Techniki PAN w Warszawie; w 1963 roku został profesorem nadzwyczajnym, a w 1969 – profesorem zwyczajnym.
Pracował kolejno: w jednym z gimnazjów gdańskich jako nauczyciel matematyki (1945), w Katedrze Radiotechniki Politechniki Gdańskiej jako asystent a następnie adiunkt (1947–1952), w Zakładach Radiowych w Warszawie jako starszy inżynier (1952-1954), w Politechnice Warszawskiej – w Katedrze Techniki Fal Ultrakrótkich jako zastępca profesora (1954-1956) a następnie jako docent w Katedrze Radiolokacji (1956-1970); w 1992 przeszedł na emeryturę.
Pełnił różne funkcje akademickie w Politechnice Warszawskiej: kierownika Katedry Radiolokacji (1956-1960), prodziekana (1960-1964) i dziekana (1964-1969) Wydziału Elektroniki, prorektora ds. nauczania (1973-1978) i dyrektora Instytutu Telekomunikacji; był też wieloletnim członkiem senatu i przewodniczącym kilku komisji senackich.
W latach 1971–1972 był profesorem w Uniwersytecie w Mosulu (Irak), a w latach 1992-1995 wykładał w Wyższej Szkole Oficerskiej Wojsk Łączności w Zegrzu.
W latach 1979–1982 był ekspertem ONZ w Instytucie Telekomunikacji w Oranie (Algeria); zasiadał w Komisji Europejskiej w Brukseli.
W różnych okresach był członkiem Rady Głównej Szkolnictwa Wyższego, Centralnej Komisji Kwalifikacyjnej ds. Kadr Naukowych, Komitetu Elektroniki i Telekomunikacji PAN (przewodniczył Sekcji Telekomunikacji), rad naukowych Przemysłowego Instytutu Telekomunikacji (1991-2003), Instytutu Łączności (1995-2003), Polskiego Komitetu Normalizacji i Miar oraz Wojskowego Instytutu Technik Uzbrojenia.
Wchodził w skład komitetów redakcyjnych Podstaw Radiolokacji (PWN), Podręczników Akademickich EIT (WN-T), Problemów Elektroniki i Telekomunikacji (WKiŁ) oraz Monografii Elektrotechniki Teoretycznej.
Do jego głównych przedmiotów zainteresowań naukowych należały telekomunikacja, radiolokacja, teoria sygnałów i cyfrowe przetwarzanie sygnałów. Wypromował ponad 150 magistrów, blisko 30 doktorów i recenzował kilkanaście habilitacji.
Należał do Komitetu Uczelnianego NSZZ Solidarność w Politechnice Warszawskiej i przewodniczył jego sekcji ds. etosu akademickiego.
Był członkiem zwyczajnym Towarzystwa Naukowego Warszawskiego i Światowego Związku Żołnierzy Armii Krajowej.
Zmarł 1 października 2019.

## Odznaczenia
- Krzyż Oficerski Orderu Odrodzenia Polski[3]
- Krzyż Armii Krajowej
- Medal Komisji Edukacji Narodowej
- Złoty Medal „Za zasługi dla obronności kraju”.

## Publikacje
Opublikował kilkadziesiąt prac naukowych, z których najważniejsze to:
- Analiza pracy selsynowych łączy wielokrotnych i różnicowych, Archiwum Automatyki i Telemechaniki 1956, z. 1-2
- Synteza czwórników formujących impulsy na obciążeniu magnetronowym, Archiwum Elektrotechniki 1965, z. 5
- O właściwościach pewnego układu impulsatora liniowego, [w:] Wybrane zagadnienia elektroniki i telekomunikacji, 1968
- Parametry szumowe układów elektrycznych, Przegląd Telekomunikacyjny 1969, nr 12
- Doplerowski radar odzewowy [rozprawa zbiorowa], Rozprawy Elektrotechniczne 1977, nr 3